# MTM
『MTM』（エム・ティー・エム、MentaiTakoyakiどんなMonja）は、2004年（平成16年）から2008年（平成20年）3月までRKB毎日放送と毎日放送で放送された音楽番組。

## 概要
メジャーデビューを目指すアマチュアミュージシャン（ミュージシャンの原石）たちを紹介していた深夜番組である。
番組タイトルのMTMとは、Mentai＝明太子・Takoyaki＝たこ焼き・どんなMonja＝もんじゃ焼きを略したものである。番組がネットされていた福岡県と大阪府、そしてアマチュアミュージシャンたちが目指すべき東京都の名物をタイトルにしていた。

## 出演者

### 司会
- 原口あきまさ
- はなわ
- 相沢真紀
- RAN

### 準レギュラー
- 前田健

### 原石
- R.O.B
- 8mm
- Rey
- STGM
- からもも
- ビーグルクルー
- SKA'SH ONIONS

### メジャーデビューした原石
- 少年カミカゼ（2005年10月メジャーデビュー）
- STGM
- Rey
- ビーグルクルー
- SKUNK SHOT BOOSTER

### ナレーター
- 児玉育則

## スタッフ
- 企画：進亮
- プロデューサー：岩熊正道（RKB）、天鷲裕到（MBS）

## 放送局
| 放送対象地域 | 放送局      | 系列    | 放送日時           | 備考   |
| ------------ | ----------- | ------- | ------------------ | ------ |
| 福岡県       | RKB毎日放送 | TBS系列 | 土曜 25:40 - 26:10 | 製作局 |
| 近畿広域圏   | 毎日放送    | TBS系列 | 木曜 26:55 - 26:25 |        |

毎日放送では「この番組は、九州地方で○月○日に放送されたものです。」と書かれたテロップが表示されていたが、実際には全九州エリアで放送されているわけではなかった。